# 45 v.Chr.
Het jaar 45 v.Chr. is een jaartal in de 1e eeuw v.Chr. volgens de christelijke jaartelling.

## Gebeurtenissen

### Italië
- 1 januari - Julius Caesar voert de juliaanse kalender in, waarmee de eerste dag van januari voor het eerst Nieuwjaar is.
- De Senaat benoemt Caesar tot dictator voor het leven, imperator (opperbevelhebber) en consul van Rome.
- Einde van de Tweede Burgeroorlog, Caesar bereikt na een veldtocht van 2.400 kilometer Corduba in Zuid-Spanje. Na een korte belegering veroveren de Romeinen de vestingstad Teba.
- Slag bij Munda: Julius Caesar verslaat definitief de Pompeianen (13 legioenen). In de veldslag voert de 18-jarige Gaius Octavianus het bevel over de Romeinse cavalerie.
- Caesar richt op de vlakte van Munda een bloedbad aan onder de vluchtende Pompeianen, ± 30.000 legionairs, waaronder Titus Labienus worden afgeslacht.
- Gnaeus Pompeius wordt gevangengenomen en geëxecuteerd. Sextus Pompeius weet te ontsnappen naar Sicilia en bedreigt met de Romeinse vloot de graanroutes van Rome.
- Julius Caesar breidt het aantal leden van de Senaat uit tot 900 magistraten. Hij ontbindt het Romeinse Legio X en Legio XIII, de veterani krijgen van Caesar land toegewezen in Narbonne (Gallië) en Italia.
- Caesar biedt Marcus Junius Brutus het ambt van proconsul van Macedonië aan. Hij weigert dit voorstel en vormt met Gaius Cassius Longinus een complot.

### Balkan
- Julius Caesar mobiliseert het Romeinse leger (16 legioenen) en laat fortificaties bouwen aan de Donau. In Dacië maakt Boerebista plannen om met de Keltische stammen in opstand te komen.

## Geboren
- Publius Sulpicius Quirinius, Romeins consul en veldheer (overleden 21)
- Wang Mang, keizer van het Chinese Keizerrijk (overleden 23)

## Overleden
- Gnaeus Pompeius Magnus (~75 v.Chr. - ~45 v.Chr.), Romeins veldheer en zoon van Pompeius Magnus (30)
- Marcus Claudius Marcellus (~95 v.Chr. - ~45 v.Chr.), Romeins consul en staatsman (50)
- Titus Labienus (~100 v.Chr. - ~45 v.Chr.), Romeins tribunus en onderbevelhebber van Julius Caesar (55)
- Tullia Ciceronis (~79 v.Chr. - ~45 v.Chr.), dochter van Marcus Tullius Cicero (34)